# Kauffman Center for the Performing Arts
| Kauffman Center for the Performing Arts |                                          |
|                                         |                                          |
| Ort                                     | Kansas City, Missouri Vereinigte Staaten |
| Eröffnung                               | 2011                                     |
| Architekt                               | Mosche Safdie                            |

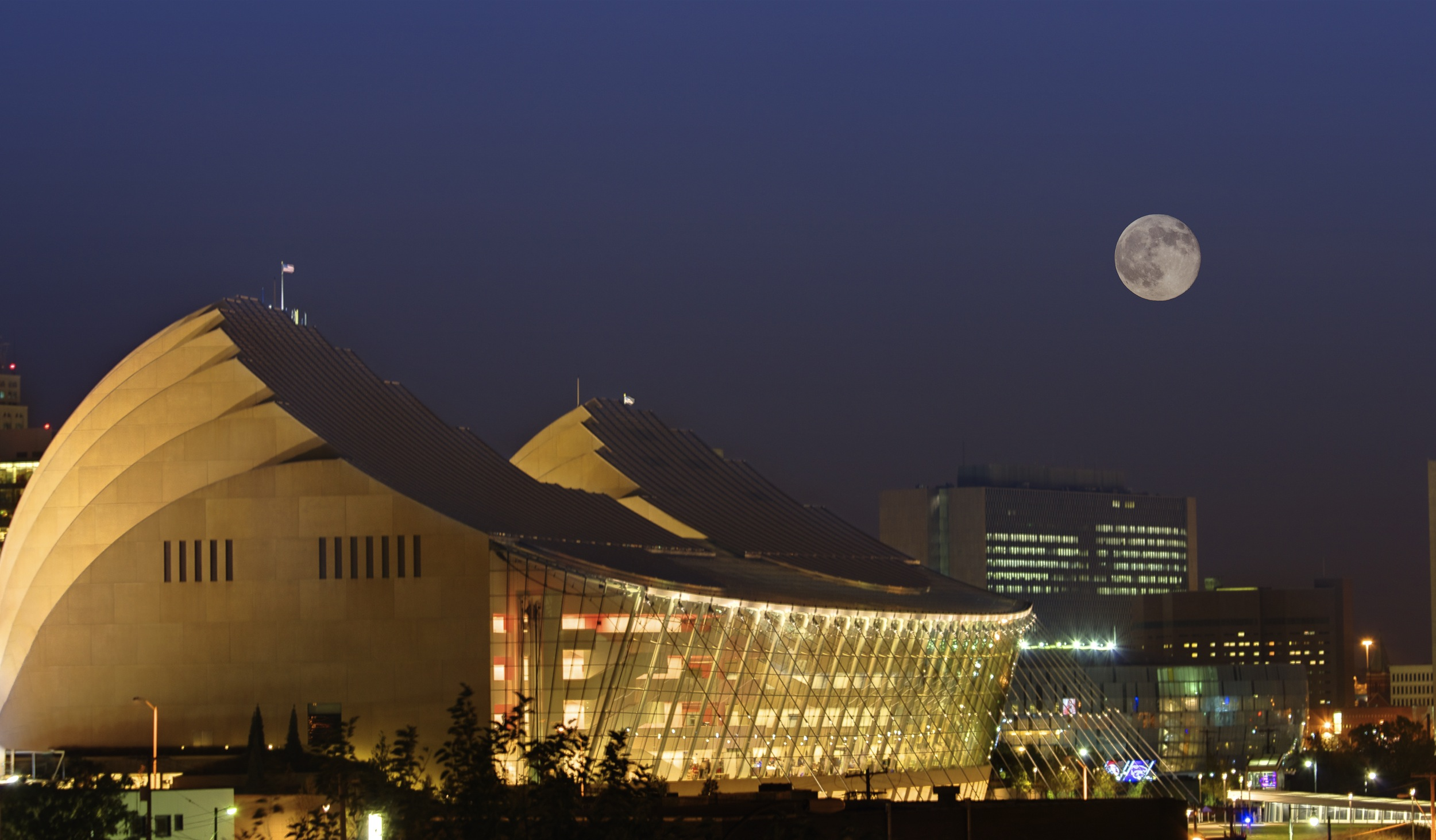
Blick von Süden bei Nacht

Das Kauffman Center for the Performing Arts ist ein von dem Architekten Mosche Safdie geschaffenes Kulturzentrum in Kansas City in Missouri in den USA.

## Geschichte
Die wohlhabende, aus Kanada stammende Philanthropin Muriel McBrien Kauffman, hatte im Jahr 1994 die Idee, für Kansas City ein Kulturzentrum zu errichten, unterbreitete diese Vorstellung ihrer Familie sowie Vertretern der Stadt und gründete eine Stiftung. Ihr Ehemann, der Unternehmer Ewing M. Kauffman, war bereits kurz vor seinem Tod im Jahr 1993 Namenspatron des Kauffman Stadium in Kansas City geworden. Nach ihrem Tod 1995 übernahm ihre Tochter Julia Irene Kauffman als Vorsitzende der Muriel McBrien Kauffman Foundation die Weiterführung dieses Vorhabens. Zunächst wurde 1997 eine Machbarkeitsstudie erstellt, nach der das Projekt fortgeführt wurde. 2000 begann die formelle Planung des Projekts und der Vorstand begann, die Pläne der angefragten Anbieter zu bewerten. Mit der Ausführung wurde der Architekt Mosche Safdie betraut, der gemeinsam mit seinen Partnern, dem Designer Richard Pilbrow und dem japanischen Akustiker Yasuhisa Toyota mit den Planungen für das Projekt begann. Safdie skizzierte die Umrisse für das neue Kulturzentrum während eines Abendessens mit Julia Irene Kauffman auf seiner Serviette. Diese Skizze war  Grundlage für eine besonders markante Architektur.
2006 erhielt das Kulturzentrum den Namen Kauffman Center for the Performing Arts. Im selben Jahr wurde ein ca. 52.000 Quadratmeter großes Gelände zwischen der Innenstadt und dem Crossroads Arts District erworben. Nach einer Bauzeit von fünf Jahren wurde das Kauffman Center for the Performing Arts am 16. September 2011 von Julia Irene Kauffman im Beisein vieler Ehrengäste eröffnet. Aus diesem Anlass fanden im neuen Haus vielschichtige Festveranstaltungen aus den Bereichen Oper, Konzert, Musical, Ballett und Jazz statt. Zu den Solisten zählten u. a. Placido Domingo, Patti LuPone, Itzhak Perlman, Diana Krall und Bobby Watson. Die Eintrittskartenpreise für die ausverkaufte Eröffnungsgala begannen bei 500 $. Mehr als 55.000 Interessenten besuchten in den folgenden Tagen bei freiem Eintritt das Haus.

## Lage
Das Kulturzentrum befindet sich südlich des den Innenstadtbereich einschließenden Stadtautobahnrings Downtown Loop, unmittelbar südöstlich des Autobahnkreuzes Interstate 35–Interstate 670, das die Loop nach Südwesten begrenzt. Das Grundstück wird nach Westen vom Broadway Boulevard begrenzt, nach Osten von der Wyandotte Street und nach Norden und Süden von der West 16th Street bzw. der West 17th Street.

## Architektur
Die Gesamtgrundfläche des Kulturzentrums beträgt rund 33.000 Quadratmeter und ist in mehrere Bereiche unterteilt. Die äußere Form besteht aus zwei Halbschalenkonstruktionen, die jeweils aus mehreren vertikal angeordneten Halbschalen bestehen. Jede der Schalenkonstruktionen beherbergt einen akustisch unabhängigen Veranstaltungsort. Eine gewisse Ähnlichkeit besteht zum Sydney Opera House, das ebenfalls aus einer Halbschalenkonstruktion besteht. Die südliche Front des Kauffman Center for the Performing Arts ist ein geschwungener Vorbau, besteht überwiegend aus Glas und erlaubt einen Panoramaausblick auf den Süden der Stadt, unter anderem auf das Liberty Memorial und den KCTV-Tower. Die Glasfassade und das Dach werden von 27 Stahlseilen getragen.
In der 1600 Besucher fassenden Helzberg Hall werden überwiegend Symphoniekonzerte geboten. Die Bühne erstreckt sich zu ungefähr einem Drittel in den Saal und platziert weitere ca. 40 Prozent der Sitze neben und hinter dem Orchester. Dies verschafft sowohl den Künstlern als auch dem Publikum eine vertrauliche Atmosphäre und ermöglicht es einem Teil der Besucher, die Aufführung aus der Perspektive des Musikers zu erleben. Die Entfernung von der Bühne zum am weitesten entfernten Platz im Zuschauerraum beträgt etwas mehr als 30 Meter. Aufgrund der aufwendigen Holztäfelungen, der Anordnung des Zuschauerraums und der Position der Orgel ergaben sich erhöhte Anforderungen an die Akustik. Die Halle wurde zu Ehren von Shirley B. und Barnett C. Helzberg benannt, die als Sponsoren mit einer Geldspende zum Gelingen des Projekts beitrugen.
Das in Hufeisenform gestaltete Muriel Kauffman Theatre ehrt die Initiatorin des Projekts, bietet 1800 Sitzplätze und wird vorzugsweise für Opern-, Ballett-, Musical- und Theateraufführungen genutzt. Drei Ebenen von Balkonen sind auf beiden Seiten der Bühne angeordnet. Ein versenkbarer Orchestergraben kann bis zu 95 Musiker aufnehmen.
Zwischen den beiden Veranstaltungsorten befindet sich eine 1400 Quadratmeter große, vom Boden bis zur Decke mit Glas verkleidete Lobby. Die Lobby, zu Ehren der Sponsoren Joe und Jeanne Brandmeyer auch Brandmeyer Hall genannt, dient als Pausen- und Aufenthaltsraum für die Veranstaltungen und kann auch für private Feste angemietet werden.
Neben den beiden Hauptsälen gibt es im Kauffman Center for the Performing Arts eine Reihe von Büroräumen, Garderoben, Ankleide- und Schminkräume, Probenräume, sanitäre Einrichtungen, Lounges und Restaurationsbetriebe.

## Projektdaten
Die Kosten für den gesamten Kulturkomplex beliefen sich auf rund 426 Mio. $. Die Anteile für das Performing Arts Center in Höhe von 326 Mio. $ sowie für spezielle Ausstattung in Höhe von 40 Mio. $ wurden im Wesentlichen von der Ewing Marion Kauffman Foundation, der Hall Family Foundation, der Joe and Jeanne Brandmeyer Family Foundation und von der Muriel McBrien Kauffman Foundation erbracht. Außerdem wurden Beiträge durch private Spenden von Julia Irene Kauffman sowie von Shirley B. und Barnett C. Helzberg geleistet. Die Garage des Zentrums, die 1000 Personenkraftwagen fasst, wurde von der Stadt Kansas City finanziert, wofür ein Betrag von 47 Mio. $ aufgewendet wurde.
An Material wurden für den Bau 4900 Tonnen Baustahl, 19.000 Kubikmeter Beton, 875 Tonnen Putz und 3700 Quadratmeter Glas verwendet.

## Galerie
Die folgenden Bilder zeigen einige Innenansichten des Kauffman Center for the Performing Arts:

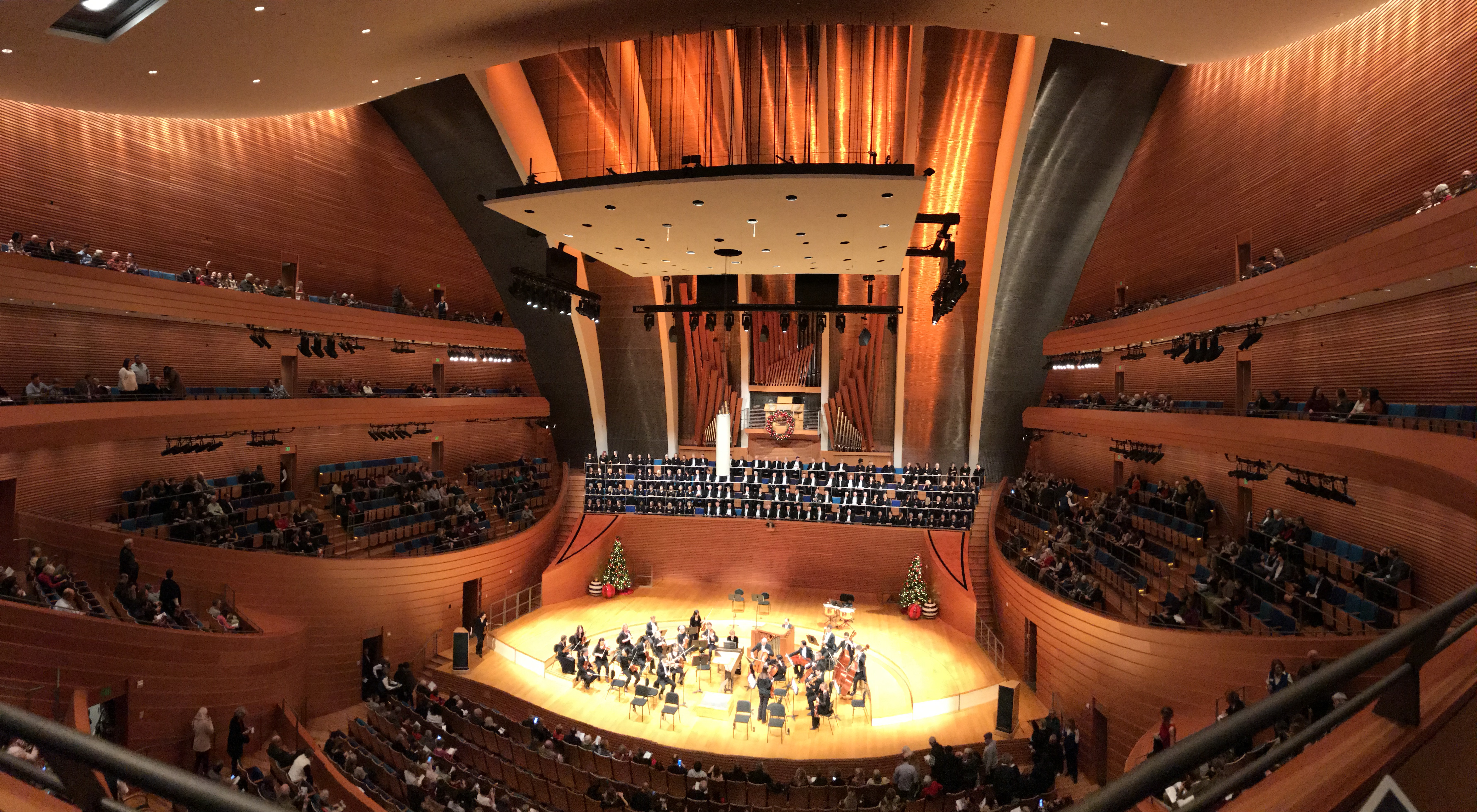
Orchesterprobe in der Helzberg Hall
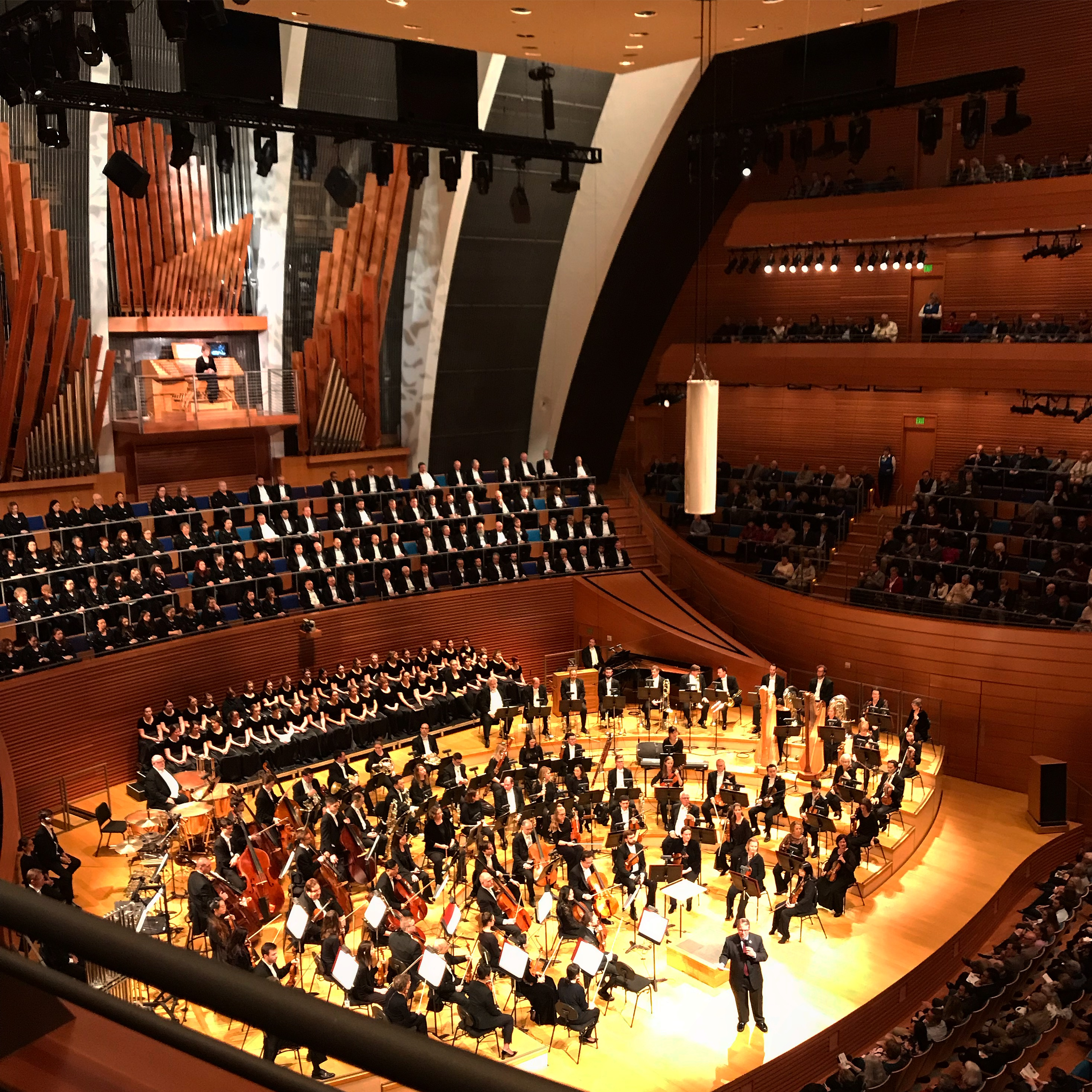
Orchesterkonzert in der Helzberg Hall
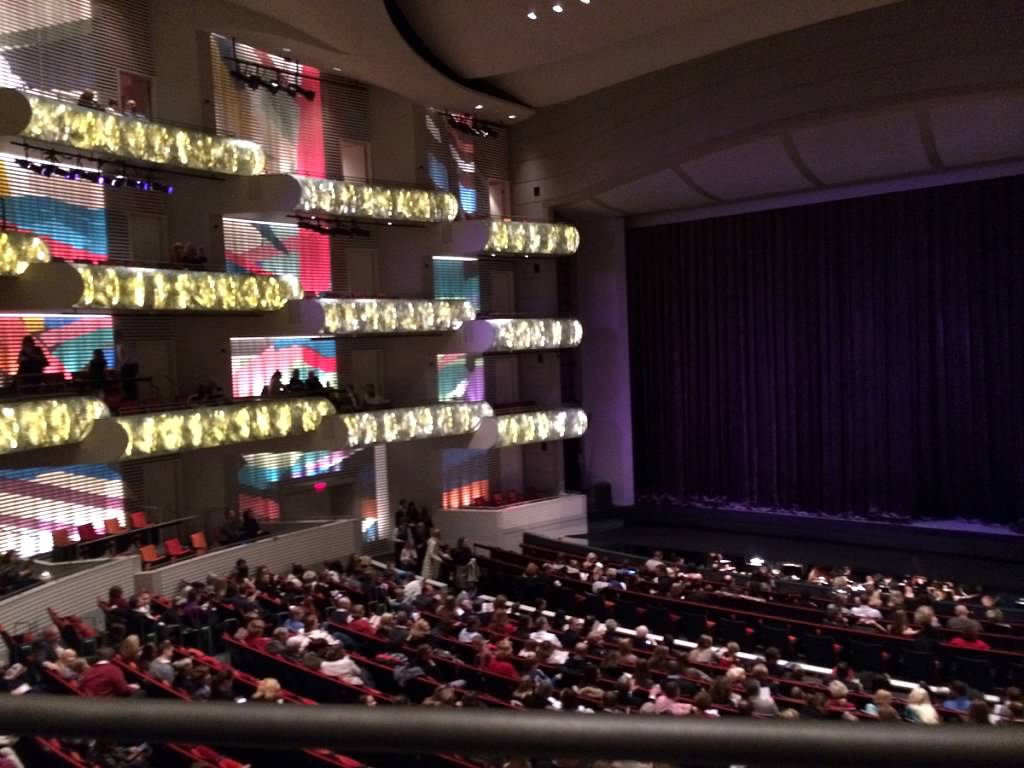
Muriel Kauffman Theatre (Blick zur Bühne)
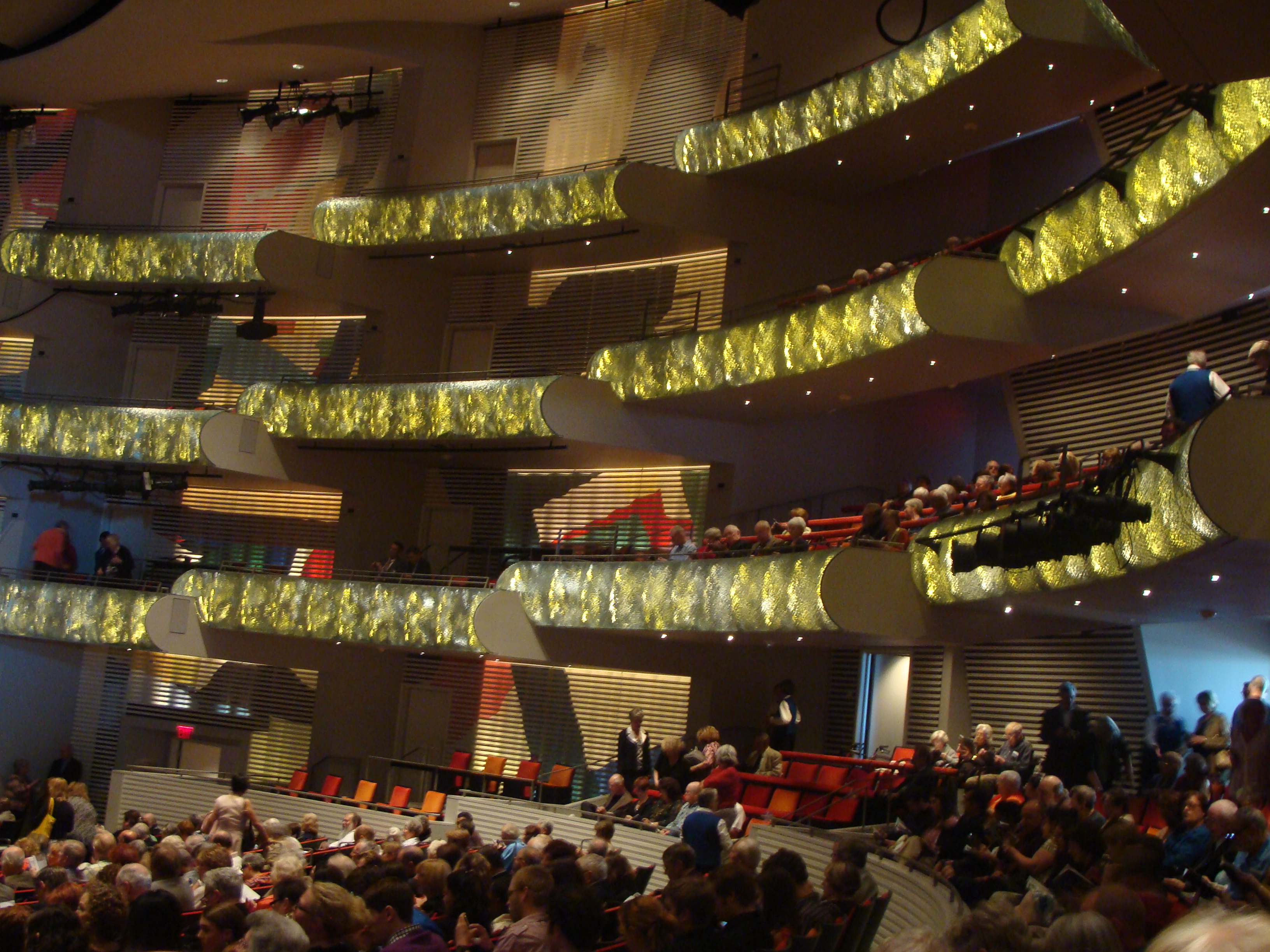
Muriel Kauffman Theatre (Blick auf die Balkone)
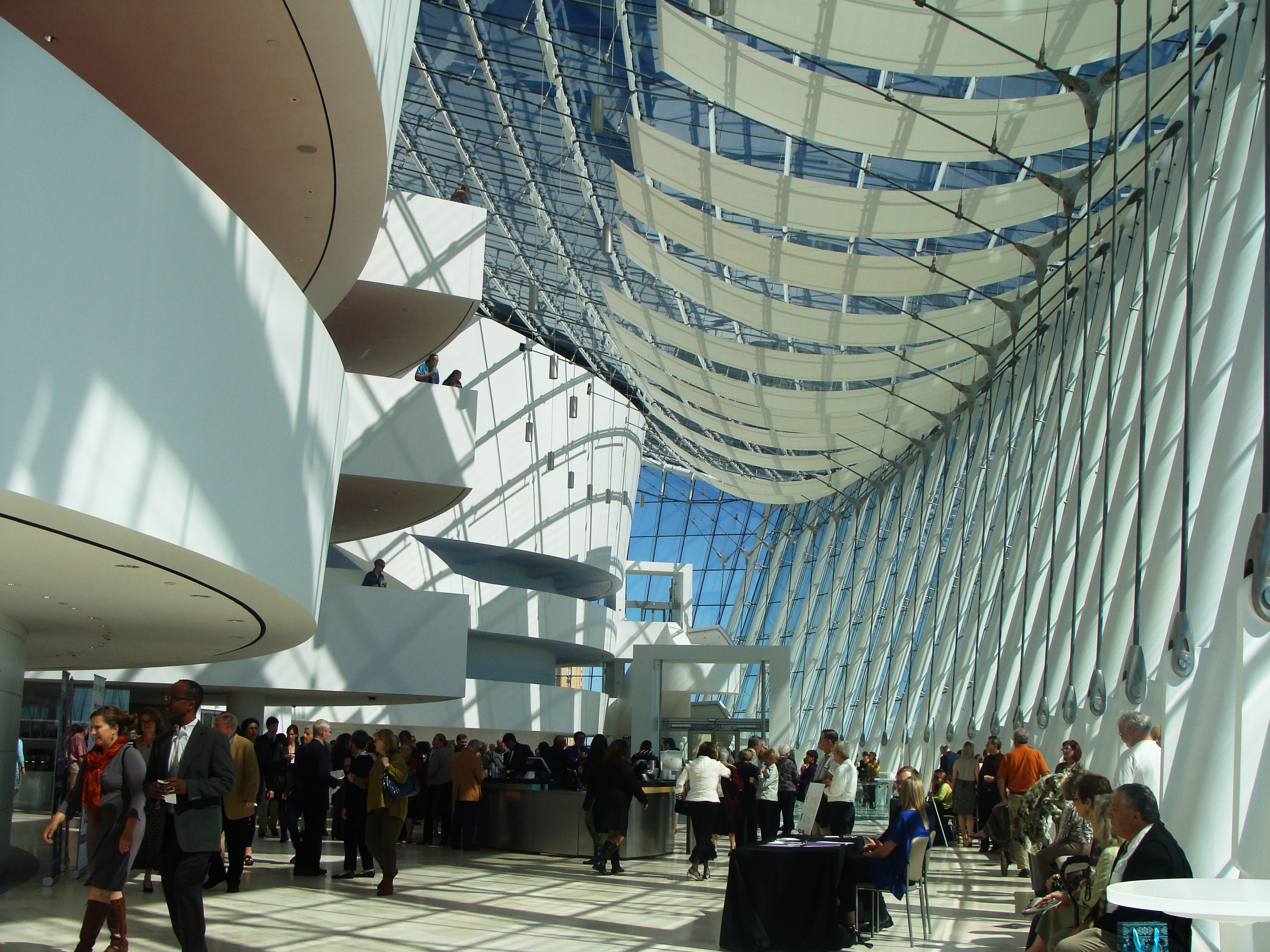
Lobby